# アジアリーグアイスホッケー2017-2018
アジアリーグアイスホッケー2017-2018シーズンは、14シーズン目のアジアリーグアイスホッケーである。2017年9月2日に開幕した。安養ハルラが5度目の優勝を決めた。

## 表彰

### 最優秀選手
| 部門             | 受賞者                | 所属     |
| レギュラーリーグ | エリョミン アレクセイ | サハリン |

### ベスト6
| 部門           | 受賞者               | 所属                       |
| フォワード     | マット・マーリー     | デミョン                   |
| フォワード     | 鈴木雄大             | デミョン                   |
| フォワード     | マイケル・スウィフト | high 1                     |
| ディフェンス   | ペッテリ・ヌメリン   | H.C.栃木日光アイスバックス |
| ディフェンス   | トロイ・ミラン       | high1                      |
| ゴールキーパー | マット・ダルトン     | 安養ハルラ                 |

### 個人タイトル
| 部門             | 受賞者               | チーム     | 成績   |
| 最多得点         | 鈴木雄大             | デミョン   | 17     |
| 最多アシスト     | マイケル・スウィフト | high 1     | 28     |
| 最多ポイント     | マイケルスウィフト   | high 1     | 42     |
| 最優秀セーブ率GK | マット・ダルトン     | 安養ハルラ | 94.19% |

### その他
| 部門                         | 受賞者           | 所属                   |
| レフェリー賞                 | 向坂健二         | 日本アイスホッケー連盟 |
| ヤングガイ・オブ・ザ・イヤー | キム・ソンギョム | デミョン               |
| ホッケータウン・イン・アジア | サハリン市       |                        |